# Битва при Бон-Пайл-Крик
Битва при Бон-Пайл-Крик (англ. Battle of Bone Pile Creek) — сражение между американскими солдатами и  индейским союзом оглала—шайенны, произошедшее с 13 по 15 августа 1865 года на территории современного округа Кэмпбелл. Сражение было частью  крупномасштабной военной операции американской армии против лакота, шайеннов и северных арапахо, известной как Экспедиция на Паудер-Ривер.

## Предыстория
Генерал-майор Гренвилл Додж, командующий департаментом Миссури, отправил карательную экспедицию на территорию Паудер-Ривер против лакота и шайеннов. Её возглавил бригадный генерал Патрик Коннор, он разделил свои силы на три колонны, которые должны были окружить враждебных индейцев. Одну из колонн возглавил сам Патрик Коннор, остальные — Нельсон Коул и Сэмюэл Уокер. Все три колонны должны были соединиться в новом форте Коннор.
Экспедиция под командованием подполковника Джеймса Сойерса, состоящая из большого каравана фургонов, обозов снабжения, нескольких инженеров и сопровождающих солдат армии США, поднявшись вдоль реки Найобрэра, направлялась к Паудер-Ривер с намерением проложить дорогу в Монтану. 13 августа 1865 года колонна Сойерса двигалась на запад. Солдаты, сопровождавшие экспедицию, включали батальон 5-й американской Добровольческой пехоты, роты С и D, под командованием капитана Джорджа Уиллифорда. Солдаты этих рот были набраны из армии бывших конфедератов, согласившиеся отправиться воевать с враждебными индейцами взамен на освобождение из плена. 
Вечером, около Пампкин-Бьютт, их заметила группа индейских охотников. Воины вернулись в лагерь и сообщили о том вождям. Красное Облако из оглала и  Утренняя Звезда из северных шайеннов, повели воинов к месту, где были замечены фургоны белых людей.

## Сражение
Индейцы напали на колонну Сойерса, убив 19-летнего гражданского служащего Нейтаниэла Хеджеса. На следующее утро оглала и шайенны вернулись и снова атаковали. 15 августа индейцы снова возобновили атаку на колонну, но прорвать оборону не смогли. Красное Облако, Бык-Медведь и Утренняя Звезда, в сопровождении братьев Бентов из южных шайеннов, Джорджа и Чарльза, провели переговоры с подполковником Сойерсом о безопасном проходе обоза в обмен на один фургон с припасами. Сойерс согласился предоставить им припасы, в том числе фургон с сахаром, беконом, кофе, мукой и табаком, при этом, капитан Уиллифорд был против этого. Когда оглала и шайенны ушли, появилась другая группа индейцев, которая тоже потребовала фургон с провизией. Им было отказано и они атаковали колонну, убив рядовых Энтони Нельсона и Джона Роуза. Место для обороны люди Сойерса выбрали хорошее — возле воды, вокруг была ровная местность, индейцам никак не удавалось к ним подобраться. Солдаты открыли ответный огонь, убив двух воинов.

## Итоги
Похоронив рядового Нельсона рядом с Нейтаниэлом Хеджесом и не сумев найти тело рядового Роуза, экспедиция Сойерса продолжила путь и 31 августа 1865 года снова столкнулась с враждебными индейцами.